# کانون‌های دانشجویی
کانون‌های دانشجویی در دانشگاه‌های ایران بخشی از فعالیت‌های دانشجویی‌اند که در حوزه‌های فرهنگی، هنری، مذهبی و اجتماعی مشغول به فعالیت هستند. در ایران نزدیک به ۳۲۰۰ کانون در دانشگاه ها و مؤسسات آموزش عالی وزارت علوم و ۷۰۰۰ کانون در کل شبکه دانشگاهی ایران مشغول به فعالیت هستند. دانشجویان ایران می‌توانند در تمامی زمینه‌های مربوط به حوزه‎های فعالیت کانون‌ها در دانشگاه ها کانون تأسیس کنند. نخستین کانون ها در سال ۱۳۷۷ و در دوره ریاست جمهوری محمدخاتمی و در دانشگاه‌های صنعتی امیرکبیر و دانشگاه تهران تأسیس شده‌اند.

## ساختار کانون های دانشجویی
مطابق آیین نامه ابلاغی کانون ها در سال ۱۳۸۸ هر کانون دارای شورای عمومی است که حداقل باید ۱۵ نفر در آن عضو باشد. اعضای شورای عمومی هر کانون هر سال ۵ تا ۹ نفر را به عنوان اعضای شورای مرکزی انتخاب می‌کنند. شورای مرکزی رکن اساسی تصمیم گیری در هر کانون است که مصوبات در صحن شورای مرکزی تصویب و جهت تأیید به شورای عمومی تقدیم می‌شود. هر سال شورای مرکزی انتخابی موظف یک نفر از میانشان را به عنوان دبیر انتخاب کنند. دبیر مسئولیت رسمی کلیه موارد حقوقی و اجرایی کانون را بر عهده دارد.
هر ساله دبیران کانون های هر دانشگاه که بیش از سه کانون دارد، جمع می شوند و دبیر شورای هماهنگی کانون‌ها را انتخاب می کنند. دبیر شورای هماهنگی مسئولیت حقوقی امور کانون ها در سطح کل دانشگاه را دارد و شورای هماهنگی بالاترین رکن تصمیم گیری امور کلان کانون‌های هر دانشگاه است.
در دانشگاه هایی مانند دانشگاه تهران که در هر پردیس یا دانشکده تعداد قابل توجهی کانون وجود دارد، برای هر دانشکده نیز دبیر تعیین می شود.

## فراز و فرود کانون‌ها
از سال ۱۳۷۸ کانون‌های دانشجویی در دانشگاه‌ها و مؤسسات آموزش عالی ایران فعالیت خود را آغاز کردند. هادی خانیکی، معاون فرهنگی و اجتماعی وزازت علوم در آن زمان را به عنوان یکی از رشد دهندگان اصلی حوزه کانون‌ها در آن دوران می‌دانند. در آن دوران چندی از مجامع تخصصی کانون‌های فرهنگی کشور تأسیس و آغاز به کار کردند.
پس از روند رو به رشد کانون‌ها در دولت خاتمی، پس از قضایای انتخابات ریاست جمهوری سال ۱۳۸۸ به ناگاه در اکثر دانشگاه‌ها روند بی توجهی نسبت به کانون‌ها اتخاد شد و اکثر کانون‌ها تا پایان دوره دوم ریاست جمهوری محمود احمدی نژاد فعالیت چشم گیری نداشتند و به تعطیلی کشیده شدند. تا آن که با پیروزی حسن روحانی در انتخابات ریاست جمهوری سال ۱۳۹۲ ایران روند تشکیل و فعالیت مجدد کانون‌ها در دانشگاه‌های ایران از سرگرفته شد.

## جشنواره ملی رویش
جشنواری ملی رویش مهم ترین رویداد دانشجویی حوزه کانون‌های فرهنگی به شمار می‌آید که ۷ دور از آن برگزار شده است. هفتمین دوره این جشنواره در شهریور ۱۳۹۸ و در دانشگاه تربیت مدرس برگزار شد. در این جشنواره تمام کانون‌های فرهنگی دانشگاه‌های ایران، دستاوردهای خود را به نمایش می‌گذارند.

### جشنواره رویش هفتم
شیوه نامه این جشنواره مهر ۱۳۹۷ ابلاغ شد. در نشست سالانه کانون ها که در آبان ۱۳۹۷ برگزار شد، دبیران شورای هماهنگی دانشگاه های ایران گرد هم جمع آمدند و از سوی وزارت علوم تشویق به برگزاری مرحله دانشگاهی رویش شدند. در مجموع ۸۵ رویش دانشگاهی در سطح ایران برگزار شد. قرار بود مرحله کشوری این جشنواره در اسفند ۱۳۹۷ برگزار شود اما به دلایلی همچون مشکلات مالی دولت در آن زمان برگزار نشد. این مسئله انتقاد و اعتراض دبیران شورای هماهنگی کانون‌ها را در پی داشت. این اعتراضات از اردیبهشت ۱۳۹۸ از سوی کانون های دانشگاه تهران و به رهبری علیرضا محمدی کله سر پیگیری شد. هم چنین بنا بود که آیین نامه جدید کانون ها از سوی وزارت علوم تهییه و ابلاغ شود. اعتراضات به خاطر برگزاری دیرتر از موعد رویش و عدم اصلاح آیین نامه منجر به نشستی در حاشیه رویش هفتم در دانشگاه تربیت مدرس شد که آن دبیران شورای هماهنگی دانشگاه‌ها طی مذاکراتی سه امتیاز اصلاح آیین نامه، برگزاری رویش هشتم و تشکیل مجامع تخصصی را مطالبه کردند. 

### جشنواره رویش هشتم
دستورالعمل هشتمین جشنواره رویش کانون‌های فرهنگی سراسر کشور دو ماه پس از برگزاری هفتمین جشنواره و از سوی معاونت فرهنگی و اجتماعی وزارت علوم ابلاغ شد. در همان ایام بود که در جهت مطالبه دیگر دبیران شورای هماهنگی دانشجویی دانشگاه های سراسر کشور، یعنی تشکیل مجامع تخصصی، شیوه نامه تشکیل آن مجامع ابلاغ شد. اما بعد از گذشت چند ماه و با شیوع جهانی ویروس کرونا در ایران، هیچ گامی در جهت پاسخگویی به ۳ مطالبه رویش هفتم انجام نشده بود. 

## حاشیه‌های کانون‌ها در سال‌های اخیر

### سخنرانی محمدعلی کامفیروزی در مقابل رهبر ایران
محمدعلی کامفیروزی، عضو شورای مرکزی ناظر بر نشریات دانشگاهی وزارت علوم در سال ۱۳۹۵ در یک سخنرانی انتقادی مقابل رهبر ایران گفت:
«اعمال محدودیت های روزافزون بر روند تأسیس و یا فعالیت برخی تشکل های دانشجویی با سلایق سیاسی-اجتماعی متفاوت و یا منتقد، شوراهای صنفی و کانون های فرهنگی-هنری و... در دانشگاه ها، آن هم با برچسب زنی های ناصواب، مخل حقوق اجتماعی دانشجویان و مانعی در مسیر اعتلای فرهنگی دانشگاه ها شده است.»
کامفیروزی در تیر ۱۳۹۹ خبر داد که قوه قضاییه جمهوری اسلامی با شکایت سازمان اطلاعات سپاه او را به خاطر «توهین به رهبری» در شیراز در سال ۹۷ محاکمه و به «۲ سال حبس تعلیقی به همراه ۶۰ بار سفر به شیراز در طول ۵ سال» محکوم کرده است. در روز ۱۴ تیر نیز خبر تبرئه وی منتشر شد که قضات صادرکننده رأی خاطرنشان کرده‌اند که کامفیروزی در تمام مراحل رسیدگی منکر اتهام توهین به رهبری شده و همچنین در گزارش ضابط پرونده نیز این اتهام گزارش نشده است. بنابراین تقاضای تجدیدنظر کامفیروزی صحیح تشخیص داده شد و رأی قطعی بر برائت او صادر شد.

### سخنرانی سعید شعبانیان در مقابل رهبر ایران
سعید شعبانیان، دبیر شورای هماهنگی کانون های دانشجویی دانشگاه تربیت مدرس در سال ۱۳۹۸ مقابل رهبر ایران سخنران کرد. سخنرانی وی اولین سخنرانی یک نفر به نمایندگی از کانون های فرهنگی در مقابل رهبر ایران بود. وی در سخنرانی خود به مسائلی همچون بی توجهی مسئولان جمهوری اسلامی به مسئله فرهنگ در دانشگاه ها اشاره کرد.

### تأسیس مجدد مجامع تخصصی کانون‌های فرهنگی
با آغاز به کار مجدد کانون ها از سال ۱۳۹۲ در ایران، پیگیری تشکیل مجدد مجامع تخصصی کانون‌های فرهنگی دانشگاه های ایران شروع شد. نخستین فعالیت‌ها و تلاش ها برای تشکیل مجامع تخصصی از سوی کانون های هنرهای تجسمی و کانون‌های قرآن و عترت صورت گرفت. بعد از آن با مطالبه دیگر کانون ها، شیوه نامه تأسیس مجامع تخصصی از سمت وزارت علوم در آبان ۱۳۹۸ اعلام شد. اما تشکیل مجدد مجامع کانون‌های ذیل وزارت علوم علی‌رغم پیگیری گروه های مختلف دانشجویی به وقوع نپیوست.

## بیست سالگی کانون ها
در سال ۱۳۹۷ و درست بعد از بیست سال از آغاز فعالیت کانون‌های دانشجویی در ایران، جشن بیست سالگی این کانون‌ها از سوی کانون‌های فرهنگی دانشگاه تهران برگزار شد. در این جشن چهره‌های مختلفی همچون محمودنیلی احمدآبادی، رئیس دانشگاه تهران، هادی خانیکی و سیدضیاء هاشمی، مدیرعامل خبرگزاری ایرنا که در گذشته متصدی عنوان معاون فرهنگی وزارت علوم بوده اند حضور داشتند.

احسان محمد محلاتی دبیر شورای هماهنگی کانون های دانشگاه تهران در جشن بیست سالگی کانون های دانشگاه تهران

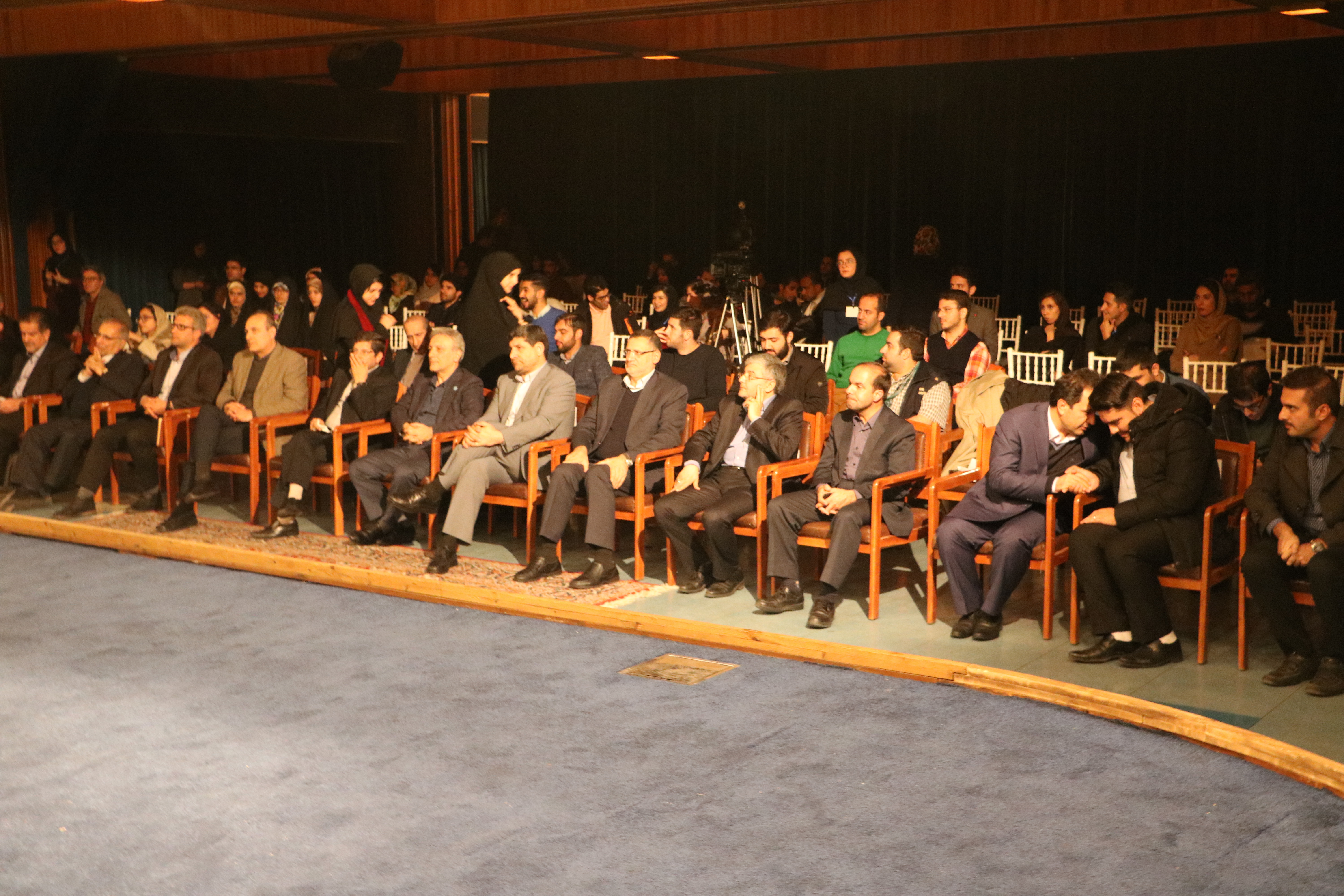
جشن ۲۰ سالگی کانون های دانشگاه تهران